# دمینگ (واشینگتن)
دمینگ (به انگلیسی: Deming) یک منطقهٔ مسکونی در ایالات متحده آمریکا است که در شهرستان واتکام، واشینگتن واقع شده‌است. دمینگ ۱۳٫۹ کیلومتر مربع مساحت و ۳۵۳ نفر جمعیت دارد و ۶۷ متر بالاتر از سطح دریا واقع شده‌است.